# Micropoecilia bifurca
Micropoecilia bifurca es una especie de peces de la familia de los pecílidos en el orden de los ciprinodontiformes.

## Morfología
Los machos pueden alcanzar los 3 cm de longitud total.

## Distribución geográfica
Se encuentran en América: río Amazonas.